# RS-126
 (janvier 2009).
Si vous disposez d'ouvrages ou d'articles de référence ou si vous connaissez des sites web de qualité traitant du thème abordé ici, merci de compléter l'article en donnant les références utiles à sa vérifiabilité et en les liant à la section « Notes et références ».
La RS-126 est une route locale du Nord-Ouest et du Nord-Est de l'État du Rio Grande do Sul qui relie la RS-324, sur le territoire de la municipalité de Nova Araçá,  à l'embranchement des RS-331 et RS-491, sur la commune de Marcelino Ramos. Elle dessert Nova Araçá, Guabiju, São Jorge, Ibiraiaras, Caseiros, Lagoa Vermelha, Ibiaçá, Sananduva, São João da Urtiga, Paim Filho, Maximiliano de Almeida et Marcelino Ramos, et est longue de 183,440 km.